# トニ・ブランコ
トニ・エンリケ・ブランコ・カブレラ（Tony Enrique Blanco Cabrera, 1980年11月10日 - 2025年4月8日）は、ドミニカ共和国サンフアン州サン・フアン・デ・ラ・マグアナ出身のプロ野球選手（内野手）。右投右打。息子のトニ・ブランコ・ジュニアもプロ野球選手。
現役時代はNPBの中日ドラゴンズや横浜DeNAベイスターズなどで活躍し、中日時代の2009年には来日1年目でセントラル・リーグ（セ・リーグ）の本塁打王・打点王を獲得、DeNA時代の2013年にもセ・リーグの首位打者・打点王を獲得した。

## 経歴

### アカデミー時代
1997年、メジャーリーグ (MLB) のボストン・レッドソックスがドミニカ共和国に設けていたアカデミーに入団し、野球選手としてのキャリアを始動した。アカデミー入団時の契約金はわずか5000ドルだったという。

### レッドソックス傘下時代
1998年7月2日、正式にレッドソックスとプロ契約を結びアメリカ合衆国に渡る。

### レッズ傘下時代
2002年12月6日にトレードでシンシナティ・レッズへ移籍。
2003年にマイナーリーグ (MiLB) の1Aでプレーした際には、レッズの若手有望株として名前を連ねた。

### ナショナルズ時代
2004年12月13日MLBのルール・ファイブ・ドラフトでワシントン・ナショナルズから指名され移籍。2005年4月4日にデビューを果たす。この年は、打率.177、1本塁打、7打点という成績を残しMLBで56試合に出場したが、翌年からは成績が振るわず、ルーキーリーグから2Aを往復する日々が続いた。
2007年10月29日にFAとなった。

### ロッキーズ傘下時代
2008年1月8日にコロラド・ロッキーズと契約。2Aで打率.323、23本塁打、88打点を記録。秋のドミニカン・ウインターリーグではエストレージャス・オリエンタレスに所属し19安打、9本塁打と長打力を発揮した。

### 中日時代
2008年12月15日にNPBのセントラル・リーグ（セ・リーグ）に加盟する中日ドラゴンズへの入団が発表された。背番号は42で、登録名は姓のみのブランコ。同年限りで退団したタイロン・ウッズに代わる大砲候補としての獲得だったが、契約金は5万ドル（当時のレートで約450万円）、年俸は30万ドル（約2700万円）の単年契約で、年俸は約6億円とされていた同年のウッズの22分の1未満と、非常に格安の契約だった。
中日入団前まではほとんどメジャー経験のない無名の選手だったにもかかわらず、入団に至った経緯として森繁和が『ベースボールマガジン』2019年4月号のインタビューで「08年のウインター・リーグで出会ったのがブランコだった」と彼との遭遇を振り返っている。森は「ウッズの代わりが務まるヤツなど簡単にはいないだろうと思って見たら、圧倒的な飛距離が際立っていた。中日が提携していたチームの四番だったので、調べたら性格もいい」と当時の評価を語り「当時のブランコは27、28歳で、メジャーと3Aを行き来していた。本人は日本で稼ぎたいと言う。メジャーに行けば年俸8000万～1億、マイナーに落とされたら2～3000万だった。最初に来日したときには年俸2800万円台だったと思う。契約金を先に欲しいと言ってきたが、3～400万円と安かった。その代わり出来高もつけた。結局、ウッズの穴を埋めて余りある活躍をした」と述べている。
2009年4月3日の横浜ベイスターズとの開幕戦（ナゴヤドーム）では、初打席で三浦大輔からバックスクリーンに飛び込むソロ本塁打を放ち、初打席初本塁打を記録。中日の外国人選手が初打席で本塁打を打ったのは、1990年のベニー・ディステファーノ以来となった。5月7日の対広島東洋カープ戦（ナゴヤドーム）では前田健太からナゴヤドームの高さ50mの位置にある天井スピーカーに直撃する推定飛距離160mの大飛球を放ち、ナゴヤドーム初の「認定本塁打」を記録。セ・パ交流戦では、日本生命賞（セ・リーグ優秀選手賞）を受賞。7月1日の対阪神タイガース戦（ナゴヤドーム）で6回裏に福原忍から3点本塁打を放ち、アーロン・ガイエル（東京ヤクルトスワローズ）に次ぐ外国人史上2人目の、1年目でセ・パ11球団に対し本塁打を放つなど、オールスター休みまでに打率.295、28本塁打の成績を挙げていた。しかし、シーズン終盤には徹底的なマークに苦しめられた。9月8日の対阪神戦で安藤優也から36号本塁打を放って以降、26日の同じく対阪神戦で下柳剛から37号本塁打を放つまで実に66打席を費やすほど警戒された。来日1年目から全試合で4番に座り、39本塁打・110打点で本塁打王、打点王の二冠を獲得した。シーズン終了後に2011年までの2年契約を結ぶ。
2010年は他球団からマークされたこともあり、開幕から打撃不振に陥る。さらに右手中指を故障し、4番から5番への打順降格や二軍落ちも経験するなど、苦しいシーズンだった。それでも、広いナゴヤドームを本拠地としていながら32本塁打を放ち、2年連続の30本塁打を達成した。
2011年の開幕前、ヘッドコーチの森繁和が「ブランコより飛ばす奴を連れてくる。競争させる」としてジョエル・グスマンとフェリックス・カラスコを獲得したため、春季キャンプでは外野手の練習もした（監督の落合もグスマンとカラスコの状態次第ではブランコをレギュラーから外す可能性を示唆していた）。結局、グスマンとカラスコは揃って期待外れだったため、ほぼシーズン通じてレギュラーとして出場した。10月10日～10月13日の対東京ヤクルトスワローズ4連戦（ナゴヤドーム）では第2戦～第4戦の3試合で先制打（決勝打）を打った。優勝決定試合となった10月18日の横浜戦（横浜スタジアム）では6回表に同点に追いつく3点本塁打を打った。10月は打率.340、6本塁打（リーグ1位）、12打点を記録し、初めて月間MVPを受賞した。
なお、2011年まで中日ドラゴンズの監督だった落合博満はスポーツ番組等にて「2012年には荒木雅博を二塁手に戻す予定で、井端弘和を三塁手、森野将彦を一塁手、ブランコは他球団に持ってかれてもいいよというところまで全て段取りはつけてあった」と後に述べている。
2012年は東北楽天ゴールデンイーグルスから中日に復帰した山崎武司とのポジション争いに敗れ、開幕直後は代打での出場が中心だったが、山崎の故障で4月下旬からスタメンに復帰。また、応援歌コール「かっとばせ　ブランコ!」は、この年から「Go Go Let's Go　ブランコ!」に変更された。5月には月間打率3割3分3厘、9本塁打、23打点を挙げ月間MVPを獲得した。しかし7月8日のDeNA戦で、山口俊から死球を受けた際に左手中指を骨折し登録を抹消、選手間投票で選ばれたオールスターゲームへの出場も辞退した（代わりに巨人の阿部慎之助が出場）。ブランコが不在の間、4番は和田一浩と森野将彦が交代で務めた。8月28日の巨人戦で一軍復帰すると、早速連続タイムリーでチームに勝利をもたらす活躍を見せた。9月4日の対広島東洋カープ戦で、江草仁貴から来日初の満塁本塁打を放った。オフに球団側は成績に関わらず、「マネーゲームはしない」として当初から厳しい契約を示唆した。その結果、残留交渉が金銭面での乖離で難航し、保留選手名簿から外れて自由契約公示された。中日は、11月の時点でブランコの退団を前提とした行動をしており、監督の高木守道も「ブランコなんて三振、三振、三振だ。落ちるボールを放っときゃいいわ!」「前に監督やった時も落合（博満）が出て行ったけど、出て行きたいヤツは出て行けばいい。去る者は追わず。無理して引き留めんでいい」と、この時点でまだ自分の部下であったブランコへの暴言を繰り返した。後に高木は夫人から「いらんこと言うな」とたしなめられている。中日新聞によると、金銭面以外の原因としては、この年の途中にブランコが契約した代理人との交渉が上手くいかなかっただけでなく、本人との直接交渉ができなかったこと、チーム編成のバランスを重視していた中日サイドとの乖離もあった。ちなみにクライマックスシリーズ終了後にブランコは母国に帰国していたが、名古屋市内にあった自宅は片付けられていたということから、中日に残留することは既に頭の中になかったことが窺える。ただし、同じく中日新聞社の中日スポーツによると、ドミニカに帰国中のブランコを取材したときは、中日の提示した待遇に満足している旨の発言をしていたといい、「義理人情に厚い男が、カネだけで動いたとは思えない。」と他の要因を示唆している。

### DeNA時代

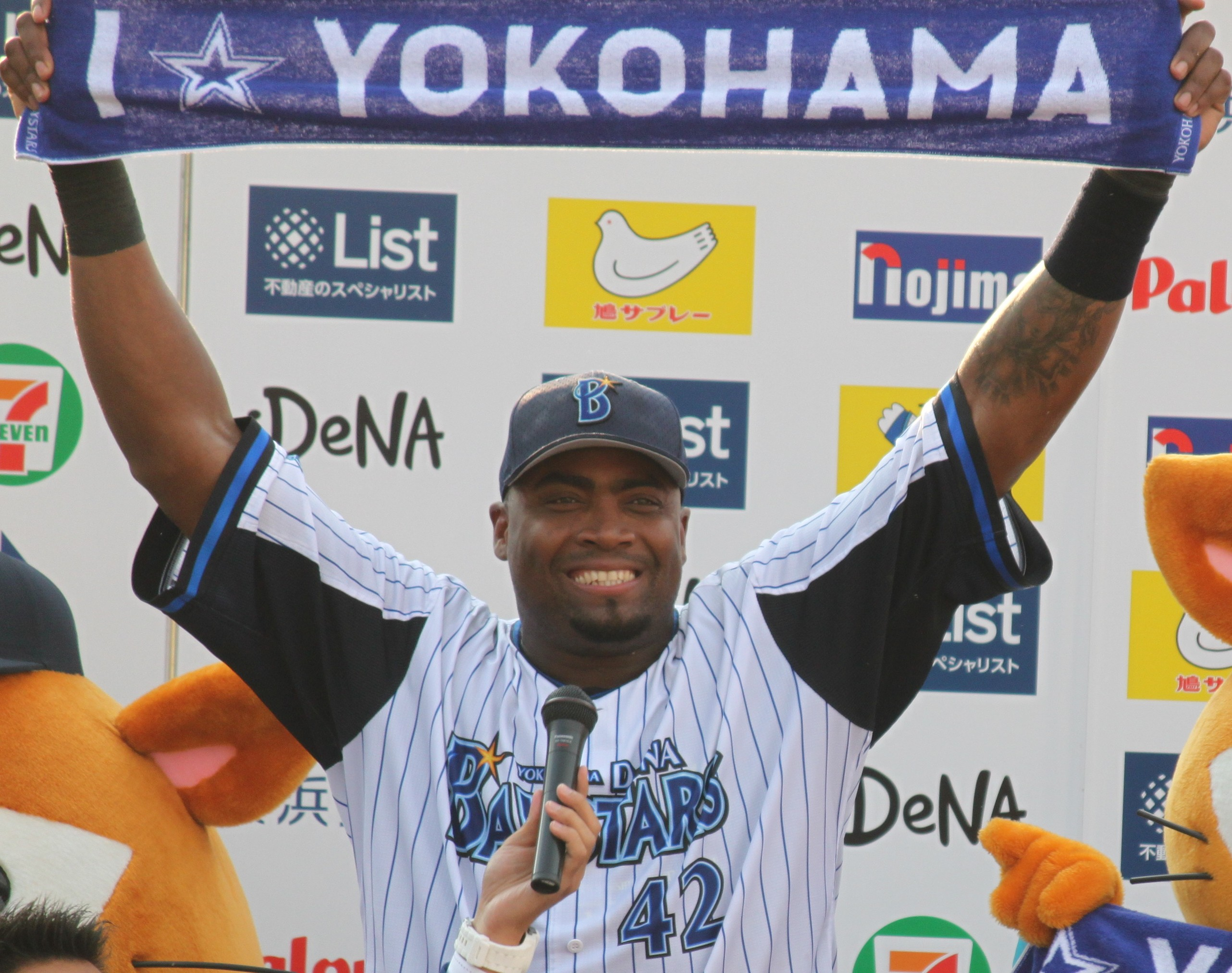
2014年9月23日 ヒーローインタビューを受けるブランコ

2012年12月11日に横浜DeNAベイスターズが2年総額5億円の契約に合意したことを発表した。これ以降、日本プロ野球での登録名はファーストネームも含んだT.ブランコ表記となった。奇しくも中日でブランコの前任の4番打者タイロン・ウッズとは逆のパターンとなった。移籍1年目の年俸は2億円。その後、同じく中日の外国人選手であるエンジェルベルト・ソト、ホルヘ・ソーサもDeNAに移籍したため、3人の外国人選手が同時に同一球団から同一他球団に移籍するという史上初めての出来事だった。
2013年は4月18日の広島戦から23日の巨人戦まで5試合連続本塁打、30日の対ヤクルト戦で村中恭兵から横浜スタジアムのセンターバックスクリーンに本塁打を放った。これが月間14本目の本塁打となり、1954年8月に青田昇が記録した月間13本塁打の球団記録を59年ぶりに塗り替えた。最終的には打率.333、41本塁打、136打点といずれも自己最高の成績を達成し、自身初の首位打者と2度目の打点王を獲得した。
2014年は度重なる足の肉離れの発症に苦しみ、都合3度の故障離脱に悩まされ（当時神宮外苑界隈ではフットサルで軽い肉離れを起こすと「肉がブラブラブランコ」なるジョークが流行しており、肉離れの代名詞として認知する層もあったことが窺える）、前年の成績を下回り、9月6日の広島戦で復帰した筒香嘉智に4番の座を奪われた。この間にサヨナラ本塁打を2度（うち1つは9月15日の中日戦）放つも、9月26日に再び足の肉離れの発症により、登録抹消された。最終的には85試合の出場、打率.283、17本塁打、60打点に留まり、12月2日、自由契約公示された。

### オリックス時代

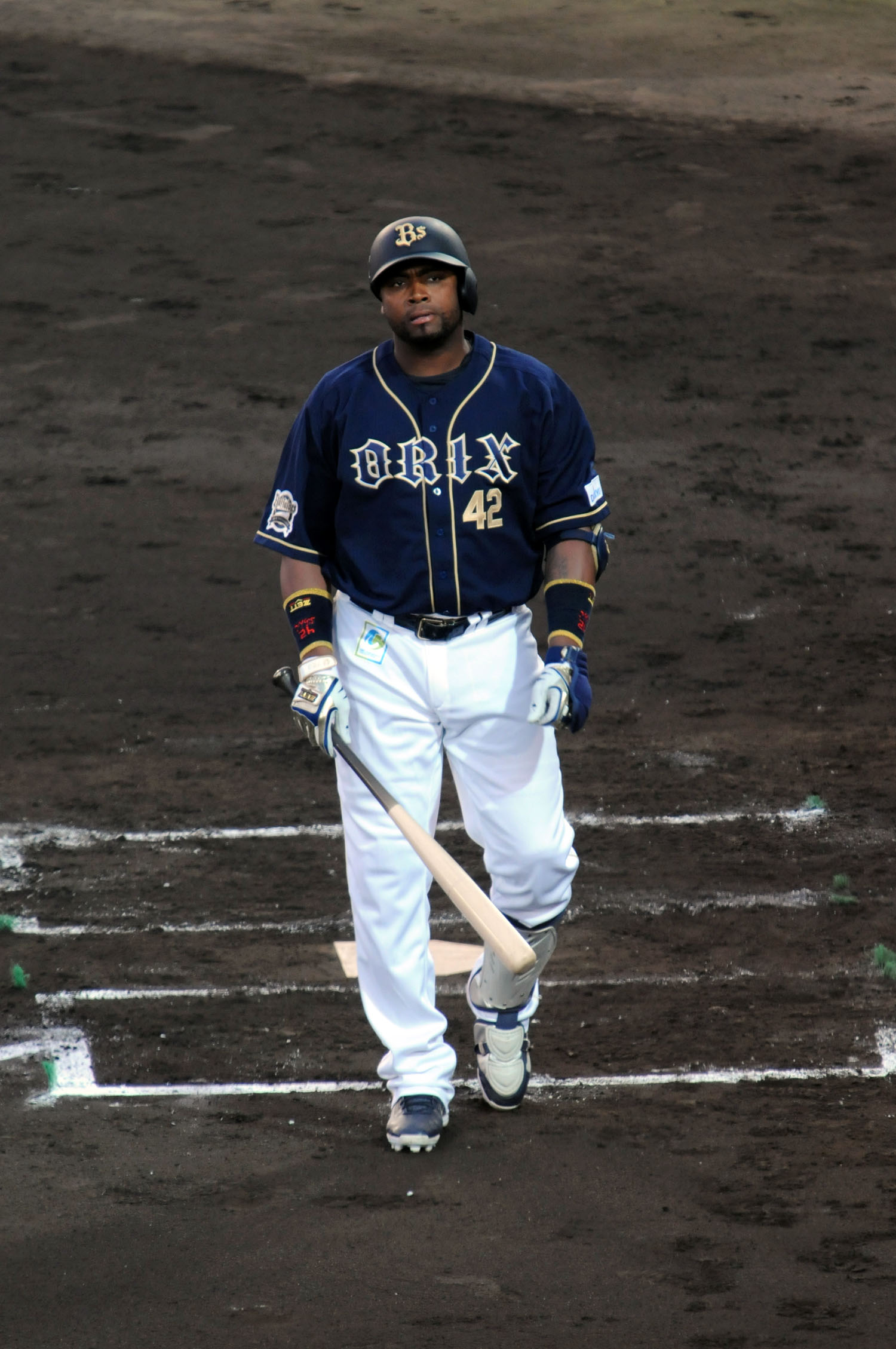
オリックス・バファローズ時代(2016年5月17日 こまちスタジアムにて)

2014年12月6日にオリックス・バファローズに入団することを発表した。
2015年は5番指名打者で開幕スタメン起用されたが、4月1日に故障で登録を抹消された。補強した選手が故障などで軒並み不振でそのままチームは不振に陥った。5月17日（対北海道日本ハムファイターズ戦）には打席中にボール球を見逃した際に右股関節を痛め、肉離れが判明した。その後も故障の影響で昇格と降格を繰り返し、9月21日にシーズン4度目の登録抹消となった。52試合の出場で本塁打数は来日後初めて二桁に届かないなど、成績は低迷した。
2016年も怪我に苦しみ、僅か27試合出場で3本塁打に終わり、12月2日、自由契約公示された。

### オリックス退団後
2021年12月12日、HFL・士別サムライブレイズと選手兼任監督として契約したことが発表されたが、2022年3月18日、個人的な事情から入国ビザが発給できず、契約を破棄することが発表された（後任はラルフ・ブライアント）。
2025年4月8日、サントドミンゴのジェット・セットナイトクラブ天井崩落事故に巻き込まれて死去した。44歳没。同ナイトクラブにはオリックス時代の同僚であったエステバン・ヘルマンも同席しており、ヘルマンは崩落に巻き込まれる直前にブランコに突き飛ばされたことで助かったと現地メディア記者に証言している。

## 選手としての特徴
打撃はパワーを持ち味とし、本塁打は多いが、三振も多い。キャンプでSSKが開発したヘッドスピードの測定器によって158km/hを計測したことからも分かるように特にバットのヘッドスピードが圧倒的に速く、芯でとらえた打球は他の追随を許さないほどの飛距離を誇る（バレンティンは151km/hだった）。また、本塁打を放ったときはすぐにバットを下に置く。また、右方向にも3割近い割合で打球を運んでおり、得点圏では安打狙いに切り替えられる器用さも持つ。また、意外にも左投手を苦手としている。

## 詳細情報

### 年度別打撃成績
| 年 度    | 球 団      | 試 合 | 打 席 | 打 数 | 得 点 | 安 打 | 二 塁 打 | 三 塁 打 | 本 塁 打 | 塁 打 | 打 点 | 盗 塁 | 盗 塁 死 | 犠 打 | 犠 飛 | 四 球 | 敬 遠 | 死 球 | 三 振 | 併 殺 打 | 打 率 | 出 塁 率 | 長 打 率 | O P S |
| -------- | ---------- | ----- | ----- | ----- | ----- | ----- | -------- | -------- | -------- | ----- | ----- | ----- | -------- | ----- | ----- | ----- | ----- | ----- | ----- | -------- | ----- | -------- | -------- | ----- |
| 2005     | WSH        | 56    | 65    | 62    | 7     | 11    | 3        | 0        | 1        | 17    | 7     | 1     | 0        | 0     | 0     | 2     | 0     | 1     | 19    | 0        | .177  | .215     | .274     | .490  |
| 2009     | 中日       | 144   | 615   | 549   | 87    | 151   | 25       | 0        | 39       | 293   | 110   | 1     | 1        | 0     | 4     | 48    | 0     | 14    | 157   | 17       | .275  | .346     | .534     | .880  |
| 2010     | 中日       | 134   | 561   | 493   | 71    | 130   | 21       | 0        | 32       | 247   | 86    | 0     | 0        | 0     | 2     | 57    | 3     | 9     | 158   | 13       | .264  | .349     | .501     | .850  |
| 2011     | 中日       | 78    | 318   | 278   | 39    | 69    | 13       | 1        | 16       | 132   | 48    | 0     | 0        | 0     | 5     | 30    | 1     | 5     | 68    | 6        | .248  | .327     | .475     | .802  |
| 2012     | 中日       | 96    | 359   | 311   | 44    | 77    | 10       | 0        | 24       | 159   | 65    | 2     | 1        | 0     | 3     | 40    | 2     | 5     | 84    | 5        | .248  | .340     | .511     | .851  |
| 2013     | DeNA       | 134   | 558   | 483   | 74    | 161   | 22       | 0        | 41       | 306   | 136   | 1     | 1        | 0     | 4     | 62    | 6     | 9     | 118   | 10       | .333  | .416     | .634     | 1.049 |
| 2014     | DeNA       | 85    | 333   | 311   | 32    | 88    | 14       | 0        | 17       | 153   | 60    | 0     | 0        | 0     | 0     | 18    | 4     | 4     | 91    | 5        | .283  | .330     | .492     | .822  |
| 2015     | オリックス | 52    | 189   | 165   | 13    | 32    | 1        | 0        | 9        | 60    | 24    | 0     | 0        | 0     | 2     | 21    | 1     | 1     | 53    | 2        | .194  | .286     | .364     | .649  |
| 2016     | オリックス | 27    | 94    | 78    | 6     | 17    | 2        | 0        | 3        | 28    | 13    | 0     | 0        | 0     | 1     | 14    | 0     | 1     | 26    | 2        | .218  | .340     | .359     | .699  |
| MLB：1年 | MLB：1年   | 56    | 65    | 62    | 7     | 11    | 3        | 0        | 1        | 17    | 7     | 1     | 0        | 0     | 0     | 2     | 0     | 1     | 19    | 0        | .177  | .215     | .274     | .490  |
| NPB：8年 | NPB：8年   | 750   | 3027  | 2668  | 366   | 725   | 108      | 1        | 181      | 1378  | 542   | 4     | 3        | 0     | 21    | 290   | 17    | 48    | 755   | 60       | .272  | .351     | .516     | .868  |

- 各年度の太字はリーグ最高

### 年度別守備成績
内野守備
| 年 度 | 球 団      | 一塁（1B） | 一塁（1B） | 一塁（1B） | 一塁（1B） | 一塁（1B） | 一塁（1B） | 三塁（3B） | 三塁（3B） | 三塁（3B） | 三塁（3B） | 三塁（3B） | 三塁（3B） |
| 年 度 | 球 団      | 試 合      | 刺 殺      | 補 殺      | 失 策      | 併 殺      | 守 備 率   | 試 合      | 刺 殺      | 補 殺      | 失 策      | 併 殺      | 守 備 率   |
| ----- | ---------- | ---------- | ---------- | ---------- | ---------- | ---------- | ---------- | ---------- | ---------- | ---------- | ---------- | ---------- | ---------- |
| 2005  | WSH        | 3          | 11         | 1          | 2          | 2          | .857       | 5          | 0          | 3          | 0          | 0          | 1.000      |
| 2009  | 中日       | 141        | 1236       | 75         | 17         | 96         | .987       | -          | -          | -          | -          | -          | -          |
| 2010  | 中日       | 130        | 1056       | 83         | 14         | 87         | .988       | -          | -          | -          | -          | -          | -          |
| 2011  | 中日       | 71         | 625        | 28         | 10         | 49         | .985       | -          | -          | -          | -          | -          | -          |
| 2012  | 中日       | 87         | 660        | 33         | 4          | 51         | .994       | -          | -          | -          | -          | -          | -          |
| 2013  | DeNA       | 129        | 995        | 53         | 12         | 88         | .989       | -          | -          | -          | -          | -          | -          |
| 2014  | DeNA       | 76         | 582        | 39         | 10         | 66         | .984       | -          | -          | -          | -          | -          | -          |
| 2015  | オリックス | 16         | 118        | 11         | 1          | 8          | .992       | -          | -          | -          | -          | -          | -          |
| MLB   | MLB        | 3          | 11         | 1          | 2          | 2          | .857       | 5          | 0          | 3          | 0          | 0          | 1.000      |
| NPB   | NPB        | 650        | 5272       | 322        | 68         | 445        | .988       | -          | -          | -          | -          | -          | -          |

外野守備
| 年 度 | 球 団 | 左翼（LF） | 左翼（LF） | 左翼（LF） | 左翼（LF） | 左翼（LF） | 左翼（LF） | 右翼（RF） | 右翼（RF） | 右翼（RF） | 右翼（RF） | 右翼（RF） | 右翼（RF） | 外野  | 外野  | 外野  | 外野  | 外野  | 外野     |
| 年 度 | 球 団 | 試 合      | 刺 殺      | 補 殺      | 失 策      | 併 殺      | 守 備 率   | 試 合      | 刺 殺      | 補 殺      | 失 策      | 併 殺      | 守 備 率   | 試 合 | 刺 殺 | 補 殺 | 失 策 | 併 殺 | 守 備 率 |
| ----- | ----- | ---------- | ---------- | ---------- | ---------- | ---------- | ---------- | ---------- | ---------- | ---------- | ---------- | ---------- | ---------- | ----- | ----- | ----- | ----- | ----- | -------- |
| 2005  | WSH   | 9          | 9          | 1          | 0          | 1          | 1.000      | 2          | 1          | 0          | 0          | 0          | 1.000      | -     | -     | -     | -     | -     | -        |
| 2009  | 中日  | -          | -          | -          | -          | -          | -          | -          | -          | -          | -          | -          | -          | 1     | 1     | 0     | 1     | 0     | .500     |
| MLB   | MLB   | 9          | 9          | 1          | 0          | 1          | 1.000      | 2          | 1          | 0          | 0          | 0          | 1.000      | -     | -     | -     | -     | -     | -        |
| NPB   | NPB   | -          | -          | -          | -          | -          | -          | -          | -          | -          | -          | -          | -          | 1     | 1     | 0     | 1     | 0     | .500     |

- 各年度の太字はリーグ最多

### タイトル
NPB
- 首位打者：1回（2013年）
- 本塁打王：1回（2009年）
- 打点王：2回（2009年、2013年）

### 表彰
NPB
- ベストナイン：3回（一塁手部門：2009年、2012年、2013年）
- 月間MVP：3回（野手部門：2011年10月[11][12]、2012年5月、2013年3・4月）
- 月間サヨナラ賞：1回（2014年9月）
- セ・パ交流戦 日本生命賞：1回（2009年）
- ホームランダービー優勝：3回（2009年第1戦、2013年第1戦、同年第2戦）

### 記録

#### MiLB
- オールスター・フューチャーズゲーム選出：1回（2004年）

#### NPB
初記録
- 初出場・初先発出場：2009年4月3日、対横浜ベイスターズ1回戦（ナゴヤドーム）、4番・一塁手で先発出場
- 初打席・初安打・初本塁打・初打点：同上、2回裏に三浦大輔から中越ソロ ※史上48人目の初打席初本塁打（開幕戦での達成は史上9人目）
- 初盗塁：2009年7月7日、対東京ヤクルトスワローズ10回戦（明治神宮野球場）、1回表に二盗（投手：村中恭兵、捕手：相川亮二）

節目の記録
- 100本塁打：2012年6月5日、対埼玉西武ライオンズ3回戦（西武ドーム）、8回表に長田秀一郎から左越2ラン ※史上264人目
- 150本塁打：2013年9月30日、対東京ヤクルトスワローズ24回戦（明治神宮野球場）、5回表に村中恭兵から左越3ラン ※史上159人目

その他の記録
- 全球団から本塁打：2013年3月31日、対中日ドラゴンズ3回戦（ナゴヤドーム）、8回表に山井大介から中越2ラン ※史上25人目[38]
- 月間14本塁打：2013年4月 ※DeNA球団記録
- オールスターゲーム出場：4回（2009年、2010年、2013年、2014年）※2012年は出場辞退

### 登場曲
- 「So Gangsta」Snoop Dogg（2010年 - 2011年）
- 「ターミネーターのテーマ」（2009年・2012年）
- 「Conto Los Cascabeles」El Alfa（2013年 - 2016年）

### 背番号
- 28（2005年）
- 42（2009年 - 2016年）

### 登録名
- ブランコ（2009年 - 2012年）
- T.ブランコ（2013年 - 2016年）